# Földi Mihály
Földi Mihály Miklós, szül. Frankl Miksa (Budapest, 1894. október 14. – Budapest, 1943. október 16.) orvos, író, újságíró, kritikus, a Pesti Napló szerkesztője; a Petőfi Társaság tagja.
Fia Szőnyi Sándor író (1910–1989) és Földi Mihály orvos, limfológus professzor (1920–2018).

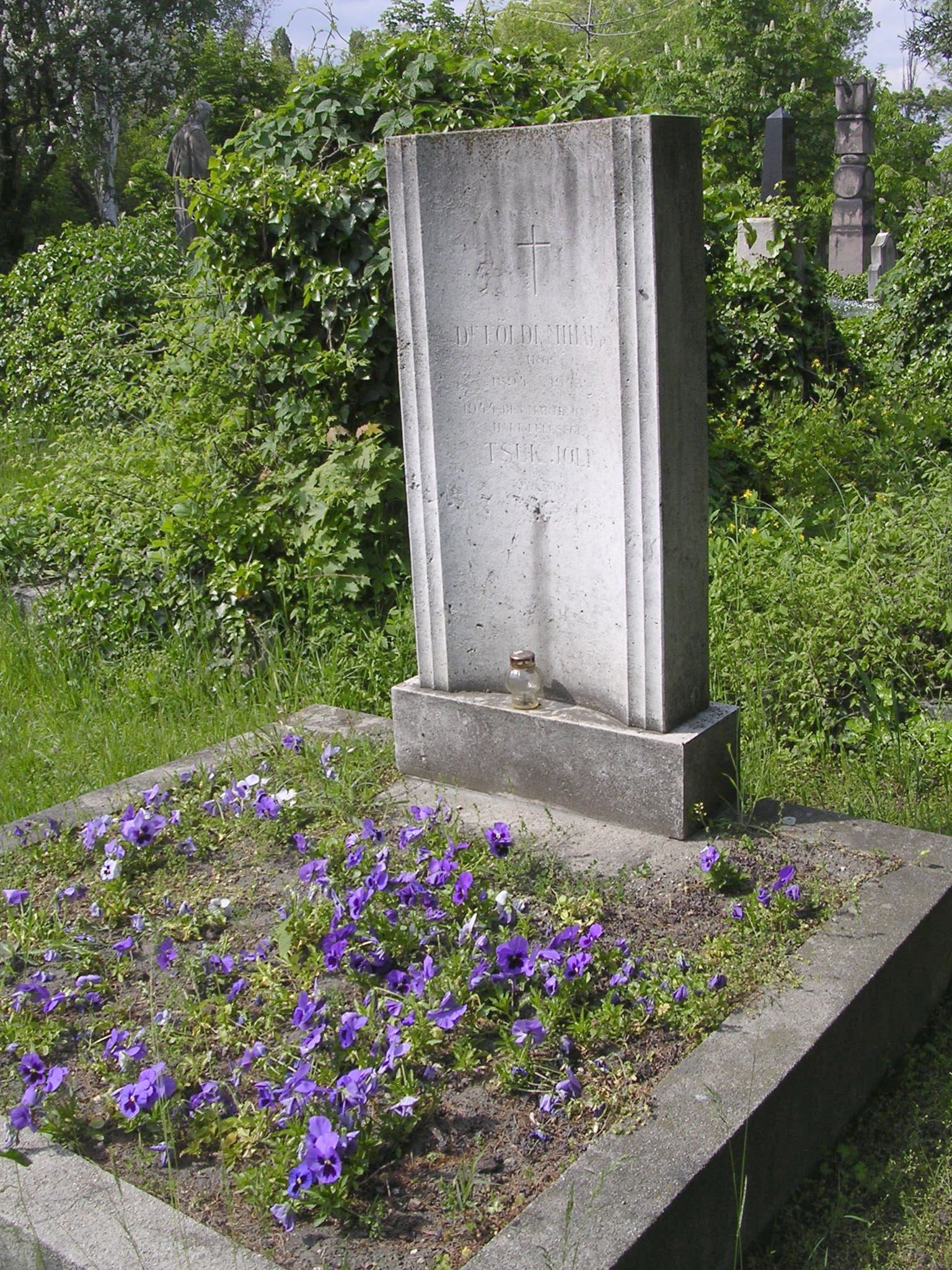
Sírja a Fiumei úti sírkertben (34-14-19)

## Pályája
Budapesti zsidó családban született, eredeti neve Frankl Miksa. Apja Frankl Sándor, anyja Steiner Mária. Már diákként is írt novellákat, ezek egyike, a Peterzilka bácsi megjelent és sikert aratott. Tizenkilenc éves volt, amikor napvilágot látott első novelláskötete. Az első világháborúban katona volt, 1917-ben orvosi oklevelet szerzett és egy ideig katonaorvosként működött. Később az írás és a lapszerkesztés lett főfoglalkozása.
1920-tól a Nyugat segédszerkesztőjeként dolgozott. Később a Pesti Napló munkatársa, 1924-től (vagy 1930-tól?) 1939-ig, a lap megszűnéséig pedig szerkesztője volt. Számos színikritikája jelent meg, többek között a Nyugatban. Néhány vígjátékot is írt, ám ezek bemutatói nem arattak sikert. Tanulmányai kötetekbe gyűjtve is megjelentek (Hamlet királykisasszony, 1922; Kiáltás a válságból, 1936). Igazi műfaja azonban a regény, közelebbről a pszichoanalízis eredményeit is felhasználó lélektani regény volt. Az 1930-as években évente jelent meg egy-egy új regénye.
1919. június 5-én Budapesten, a Józsefvárosban feleségül vette Adler Adolf és Czeizler Janka lányát, dr. Aczél Margit orvost. 1922-ben elváltak. 1926. december 24-én Budapesten, a IV. kerületben házasságot kötött Tsuk Jolánnal, Tschuk Miksa és Weinberger Ida lányával.

## Írói munkássága
Az 1920-ban megjelent Szahara című regényéről Kosztolányi Dezső írt terjedelmes kritikát a Nyugatban. Ebben kiemeli az író tehetségét, a mű gondolatiságát és eredetiségét. „Irodalmi szempontból azt mondhatom, hogy a könyv kíméletlen és kegyetlen. Kíméletlenül és kegyetlenül tárja föl a mai társadalmat, melynek nincsenek erkölcsi törvénytáblái.” Méltatja a regény eszköztelen és kifejező stílusát, művészi szerkezetét, de leírja ellenvetéseit is: a szerző túl sötéten lát, „nem tud utat jelölni a jövőre, csak tagad, de semmit se állít. (…) Ha e család rajza naturalisztikus, akkor hihetetlen. Ha szimbolikus, akkor igazságtalan.” Bár úgy látja: „Döbbenetes adalékok vannak benne a huszadik századbeli lélek gondolati tragédiájához…”, kritikusként Kosztolányi mégis azt látná szívesen, ha a szerző visszatérne a kezdeti novelláit jellemző, „naturalistá”-nak mondott stílushoz.
A későbbi regényekben nem ez történt. Az író műveiben dominálnak a sötét színek, a sérült idegzetű hősök, a démonikus belső vagy földöntúli erők, esetenként misztikus tartalmak, érződik Dosztojevszkij (akiről tanulmányt is írt) és Freud hatása.
A Halasi-Hirsch fiú (1926) megújulásra vágyó zsidó hőse katolikussá lesz, de hiába küzd, nem tudja legyőzni a hagyományok hatalmát. A csábító (1928) hőse, Haliczky Gábor tanár úr kiegyensúlyozott tudósi életébe hirtelen berobban a forró érzéki vágyódás, ellenállhatatlanul törnek fel belőle az addig elfojtott belső romboló erők. A regényt korabeli kritikusa „A képzelet demonológiájának a legmaibb lélektan kemény ítélőszéke előtt is fölényesen megálló mesterműve”-ként mutatta be.
A Kádár Anna lelkében (1931) misztikus és fantasztikus elemek keverednek, miközben az író a tudatalatti mélységeibe vezeti az olvasót. A regény fiatal hősnőjében a szellem és a test külön életet él, és a kettő állandó harcot folytat egymással. „Az öntudat-hasadás problémájának kétségtelenül ez a legmerészebb elgondolású magyar regénye.” – vélekedett róla Pintér Jenő. Amikor a Nemzetközi PEN Club meg akarta jutalmazni két év regénytermésének legjobb alkotását, a Magyar PEN Club bírálóbizottsága ezt a regényt jelölte a versenyre. Az elképzelés szerint negyvenöt ország egy-egy regényt nevezhetett be a pályázatra; ezeket lefordították volna francia nyelvre, majd a jutalmazott munkát negyvenöt nyelvre ültették volna át. A terv eredeti formájában nem valósult meg, de a Kádár Anna lelke jelölésén a hazai sajtó egy része felháborodott. „Földi Mihálynak a magyar nemzeti színekben való kiküldése egy párizsi világversenyre provokálása annak a magyar közvéleménynek, amely az irodalom tükrében a magyar élet visszfényét akarja látni. Ez a közvélemény meg fogja találni ezzel szemben a megtorlás eszközeit.” – írta fenyegetően a Magyarság című lap (1931. február 13.).
Kettős életet él Korn Klotild, az Isten országa felé (1932) fiatal hősnője is. A 20. század elején játszódó regény egy nagyszabású trilógia első része. Isten a Földre küldi az Ördögöt, hogy megbüntesse az emberiséget romlottságáért. Az Ördög jelenlétéről, romboló hatalmáról egyedül Korn Klotildnak van tudomása; őt az Ördög az igazságszolgáltatás kezére juttatja, és kivégzik. A második részben (A meztelen ember, 1933) az események bonyolítása és a lelki élet rajza egyre inkább szimbolikus értelművé válik; az Ördög Korn Klotild szerelmesét akarja fölhasználni céljai elérésére, de előle a férfi öngyilkosságba menekül. A trilógia harmadik része (A lázadó szűz, 1934) egy orvosnő története: Korn Klotild és szerelmese lelki örökségét ő viszi tovább és azt vallásos elszánással, megmagyarázhatatlan csodák segítségével juttatja diadalra. „A trilógia a modern kor lelki válságainak misztikus regénye, egyesek szerint regényformába öltöztetett misztérium, mások szerint csodás elemmel telített eposz a[z első] világháború koráról.” Németh László a trilógia első részét "transzcendens ponyvának" nevezte.
Illés Endre szerint Földi Mihály „Trilógiája az első magyar kísérlet a misztikus regény megteremtésére.”; későbbi regényei (A házaspár és A század asszonya) letisztult, egyszerűbb alkotások. „Ezek a legérettebb munkái. Talán éppen azért, mert semmi kendőzés nincs többé bennük.” Kárpáti Aurél úgy látta, hogy e két regény a következővel (A viszony, 1937) együtt újabb trilógiát alkot. „A lélek trilógiája után Földi Mihály megírta a test trilógiáját is.” Itt már nincsenek földöntúli hatalmak, csak maga a földi valóság. Az első könyv egy házaspár testi és lelki kapcsolatait, a második a család és válsága, A viszony pedig az illegális szerelem, a szerelmi háromszög témakörét járja körül, „a vizsgálódásnak szinte tudományos részletességével, következetességével és tárgyilagosságával.”

## Munkái
- Péterke, Szeppi meg a többiek. Novellák. Budapest, 1913
- Sötétség. Regény. Budapest, 1918
- Szahara. Regény. Budapest, 1920
- Rabok. Novellák. Budapest, 1920
- Hamlet királykisasszony. Tanulmányok. Budapest, 1922
- Mámorosak. Regény. Budapest, 1924
- Sándor és Sándor. Regény. Budapest, 1924
- Az élet tolvaja. Regény. Budapest, 1925
- Valakit szeretni kell. Novellák. Budapest, 1925  MEK online változat
- Engem szeress. Vígjáték. Magyar Színház: 1925
- Bubi. Vígjáték. Magyar Színház: 1926
- Utolsó felvonás. Kamara Színház: 1926
- Orvosok. Elbeszélések. Budapest, 1926 MEK online változat
- A Halasi-Hirsch fiú. Regény. Budapest, 1926
- A másik élet. Novellák. Budapest, 1927 MEK online változat
- A csábító. Regény. Budapest, 1928
- Az utolsó álarc. Regény. Budapest, 1928
- A láthatatlan út. Budapest, 1929 MEK online változat
- Övék az élet. Regény. Budapest, 1929
- Kezdődik újra minden. Regény. Budapest, 1930
- Kádár Anna lelke. Regény. Budapest, 1931
- Isten országa felé. Regény. Budapest, 1932 (A trilógia első része.)
- A meztelen ember. Regény. Budapest, 1933 (A trilógia folytatása.)
- A lázadó szűz. Regény. Budapest, 1934 (A trilógia befejezése.)
- A házaspár. Regény. Budapest, 1935
- Urak és szolgák. Novellák. Budapest, 1936
- Kiáltás a válságból. Tanulmányok. Budapest, 1936
- A század asszonya. Regény. Budapest, 1936
- A viszony. Regény. Budapest, 1937 online MEK online változat
- A miniszter. Regény. Budapest, 1938
- Párizsi menyasszony. Novellák. Budapest, 1938
- Menekülők. Regény. Budapest, 1939
- Egy barátság története. Regény. Budapest, 1940
- Magánügy. Regény. Budapest, 1941
- Csillagok felé. Regény. Budapest, 1943